# Saturn Award du meilleur film d'animation

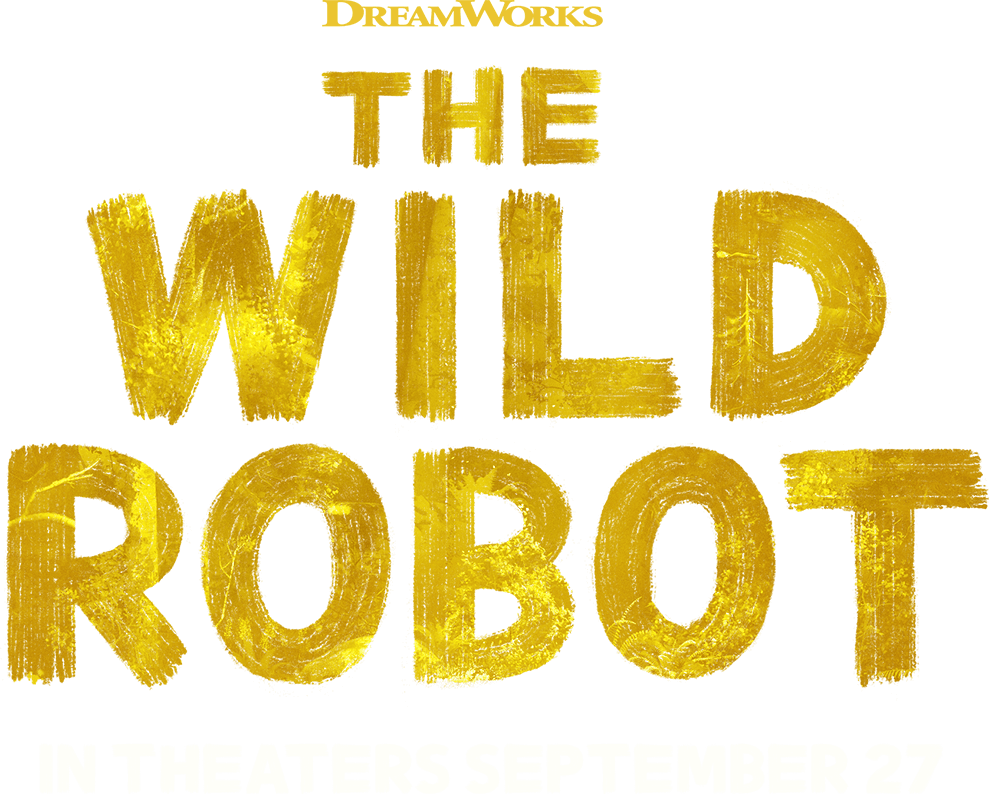
2024 : Le film d'animation Wild Robot remporte le prix.

Le Saturn Award du meilleur film d'animation (Saturn Award for Best Animated Film) est une récompense cinématographique décernée créé en 1979, revenu fugacement en 1983 et rétabli annuellement depuis 2003 par l'Académie des films de science-fiction, fantastique et horreur (Academy of Science Fiction Fantasy & Horror Films). 

## Palmarès
Note : L'année indiquée est celle de la cérémonie, récompensant les films sortis au cours de l'année précédente. Les lauréats sont indiqués en tête de chaque catégorie et en caractères gras. Les titres originaux sont précisés entre parenthèses, sauf s'ils correspondent au titre en français.

### Années 1970
- 1979 : La Folle Escapade

### Années 1980
- 1983 : Brisby et le Secret de NIMH (The Secret Of NIMH)
  - Phénix, l'oiseau de feu (火の鳥2772 愛のコスモゾーン, Hi no Tori 2772: Ai no Kosumozōn)
  - La Dernière Licorne (The Last Unicorn)
  - Les Maîtres du temps
  - Tron

### Années 2000
- 2003 : Le Voyage de Chihiro (千と千尋の神隠し, Sen to Chihiro no Kamikakushi)
  - L'Âge de glace (Ice Age)
  - Lilo et Stitch (Lilo & Stitch)
  - La Planète au trésor, un nouvel univers (Treasure Planet)
- 2004 : Le Monde de Nemo (Finding Nemo)
  - Frère des ours (Brother Bear)
  - Les Looney Tunes passent à l'action (Looney Tunes: Back in Action)
  - Sinbad : La Légende des sept mers (Sinbad: Legend of the Seven Seas)
- 2005 : Les Indestructibles (The Incredibles)
  - Le Pôle express (The Polar Express)
  - Gang de requins (Shark Tale)
  - Shrek 2
- 2006 : Les Noces funèbres (The Corpse Bride)
  - Chicken Little
  - Le Château ambulant (ハウルの動く城, Hauru no Ugoku Shiro)
  - La Véritable Histoire du Petit Chaperon rouge (Hoodwinked!)
  - Madagascar
  - Wallace et Gromit : Le Mystère du lapin-garou (The Curse of the Were-Rabbit)
- 2007 : Cars : Quatre Roues (Cars)
  - Souris City (Flushed Away)
  - Happy Feet
  - Monster House
  - Nos voisins, les hommes (Over the Hedge)
  - Les Skatenini et les dunes dorées (The Skatenini and the Golden Dunes)
  - A Scanner Darkly
- 2008 : Ratatouille
  - La Légende de Beowulf (Beowulf)
  - Bienvenue chez les Robinson (Meet the Robinsons)
  - Shrek le troisième (Shrek the Third)
  - Les Simpson, le film (The Simpsons Movie)
  - Les Rois de la glisse (Surf's Up)
- 2009 : WALL-E
  - Volt, star malgré lui (Bolt)
  - Horton (Dr Seuss' Horton Hears a Who!)
  - Kung Fu Panda
  - Madagascar 2 : La Grande Évasion (Madagascar: Escape 2 Africa)
  - Star Wars: The Clone Wars

### Années 2010
- 2010 : Monstres contre Aliens (Monsters vs. Aliens)
  - Le Drôle de Noël de Scrooge (A Christmas Carol)
  - Coraline
  - Fantastic Mr. Fox
  - L'Âge de glace 3 : Le Temps des dinosaures (Ice Age 3 : Dawn of the dinosaurs)
  - Là-haut (Up)
- 2011 : Toy Story 3
  - Moi, moche et méchant (Despicable Me)
  - Dragons (How To Train Your Dragon)
  - Le Royaume de Ga'hoole (Legend of the Guardians: The Owls of Ga'Hoole)
  - Shrek 4 : Il était une fin (Shrek Forever After)
  - Raiponce (Tangled)
- 2012 : Le Chat potté (Puss in Boots 3D)
  - Les Aventures de Tintin : Le Secret de La Licorne (The Adventures of Tintin : The Secret of the Unicorn)
  - Cars 2
  - Kung Fu Panda 2
  - Rango
  - Rio
- 2013 : Frankenweenie de Tim Burton
  - Rebelle (Brave) de Mark Andrews
  - L'Étrange Pouvoir de Norman (ParaNorman) de Sam Fell et Chris Butler
  - Les Mondes de Ralph (Wreck-It Ralph) de Rich Moore
- 2014 : La Reine des neiges (Frozen)
  - Moi, moche et méchant 2 (Despicable Me 2)
  - La Colline aux coquelicots (From Up on Poppy Hill)
  - Monstres Academy (Monsters University)
- 2015 : La Grande Aventure Lego (The Lego Movie)
  - Les Nouveaux Héros
  - The Boxtrolls
  - Dragons 2 (How to Train Your Dragon 2)
  - The Wind Rises
- 2016 : Vice-versa (Inside Out)
  - Anomalisa
  - Le Voyage d'Arlo (The Good Dinosaur)
  - Kung Fu Panda 3
  - Les Minions
  - Souvenirs de Marnie
- 2017 : Le Monde de Dory (Finding Dory)
  - Kingsglaive: Final Fantasy XV
  - Vaiana : La Légende du bout du monde (Moana)
  - Tous en scène (Sing)
  - Les Trolls (Trolls)
  - Zootopie (Zootopia)
- 2018 : Coco
  - Cars 3
  - Moi, moche et méchant 3 (Despicable Me 3)
  - Baby Boss (The Boss Baby)
  - Your Name (君の名は。)
- 2019 : Spider-Man: New Generation
  - Dragons 3 : Le Monde caché (How to Train Your Dragon: The Hidden World)
  - Le Grinch (The Grinch)
  - Les Indestructibles 2 (Incredibles 2)
  - Ralph 2.0
  - Toy Story 4

### Années 2020
- 2021 : En avant (Onward)
  - Abominable
  - La Famille Addams (The Addams Family)
  - La Reine des neiges 2 (Frozen 2)
  - Les Incognitos (Spies in Disguise)
  - Les Trolls 2 : Tournée mondiale (Trolls World Tour)

- 2022 : Marcel le coquillage (avec ses chaussures) (Marcel the Shell with Shoes On)
  - La Famille Addams 2 : Une virée d'enfer (The Addams Family 2)
  - Encanto : La Fantastique Famille Madrigal (Encanto)
  - Buzz l'Éclair (Lightyear)
  - Luca
  - Les Minions 2 : Il était une fois Gru (Minions: The Rise of Gru)

- 2024 : Spider-Man: Across the Spider-Verse
  - Élémentaire (Elemental)
  - Le Chat potté 2 : La Dernière Quête (Puss in Boots: The Last Wish)
  - Super Mario Bros. le film (The Super Mario Bros. Movie)
  - Suzume
  - Ninja Turtles: Teenage Years (Teenage Mutant Ninja Turtles: Mutant Mayhem)

- 2025 : Le Robot sauvage (The Wild Robot)
  - The Boy and the Heron
  - Moi, moche et méchant 4 (Despicable Me 4)
  - Vice-versa 2
  - Kung Fu Panda 4
  - Spy × Family Code: White
  - Transformers : Le Commencement (Transformers One)